# Râul On
Râul On este un curs de apă, afluent al râului Coltităt. 

## Hărți
- Harta munții Apuseni